# Meister des Bamberger Klaren-Altars
Als Meister des Bamberger Klaren-Altars (oder Meister des Bamberger Klarenaltars) wird der spätgotische Maler bezeichnet, der in der zweiten Hälfte des 15. Jahrhunderts in der Stadt Bamberg in Oberfranken tätig war. Der namentlich nicht bekannte Künstler erhielt seinen Notnamen nach von ihm um 1470  gemalten Altarbildern mit Szenen aus dem Leben der Heiligen und Ordensgründerin Klara. Die erhaltenen sieben Bilder des Klaren-Altars stammen von einem Altar aus dem Bamberger Klarissenkloster.
Der Stil des Meister des Bamberger Klaren-Altars steht unter dem Einfluss der Altniederländischen Malerei seiner Zeit. Dieser vor allem aus Flandern kommende Malstil steht am Übergang der Spätgotik in die Frührenaissance. Die Bilder des Meisters zeichnen sich durch die in dieser Kunstepoche entstehende genaue Beobachtung und Einordnung der Figuren in die Perspektive der Bilder sowie durch die Realitätsnähe der ausschmückenden Details aus. Der Meister kannte weiter die Stiche von Martin Schongauer, der vermutlich um 1470 in der Werkstatt des Hans Pleydenwurff in Nürnberg gearbeitet hatte und sich ebenfalls mit der neuen naturalistischen Malweise aus Flandern auseinandersetzte.
Die Bilder des Klaren-Altars sind jeweils ungefähr 100 mal 100 Zentimeter groß und zeigen unter anderem, wie Klara die Lehren des hl. Franziskus empfängt, die Übergabe der Ordensregel durch Papst Innozenz IV. an Klara und Klara im Bittgebet mit Erscheinung des Christusknaben. Zu den Bildern des Meisters wird auch ein Bild mit der Stigmatisierung des Heiligen Franziskus gerechnet.
Die Bilder finden sich heute in den Beständen der Bayerischen Staatsgemäldesammlungen und werden in der Staatsgalerie in der Neuen Residenz in Bamberg ausgestellt. Sie gelten als  Meisterwerke der spätgotischen Tafelmalerei in Franken.